# Møllebro (Sydslesvig)
Møllebro (dansk) eller Mühlenbrück (tysk) er en landsby beliggende ved Bondeåen sydøst for Flensborg i Angel i Sydslesvig. Administrativt hører Møllebro under Store Solt Kommune i Slesvig-Flensborg kreds i den nordtyske delstat Slesvig-Holsten. I kirkelig henseende hører landsbyen til Store Solt Sogn. Sognet lå i Ugle Herred (Flensborg Amt, Sønderjylland), da området tilhørte Danmark. Umiddelbart sydøst for Møllebro ligger nabobyen Bistoft, i vest landsbyen Soltbro med Bregnegård.
Møllebro er første gang nævnt 1703. Landsbyen har fået navnet efter en forsvunden vandmølle med tilhørende bro ved Bondeåen. 